# Travessuras ou gostosuras

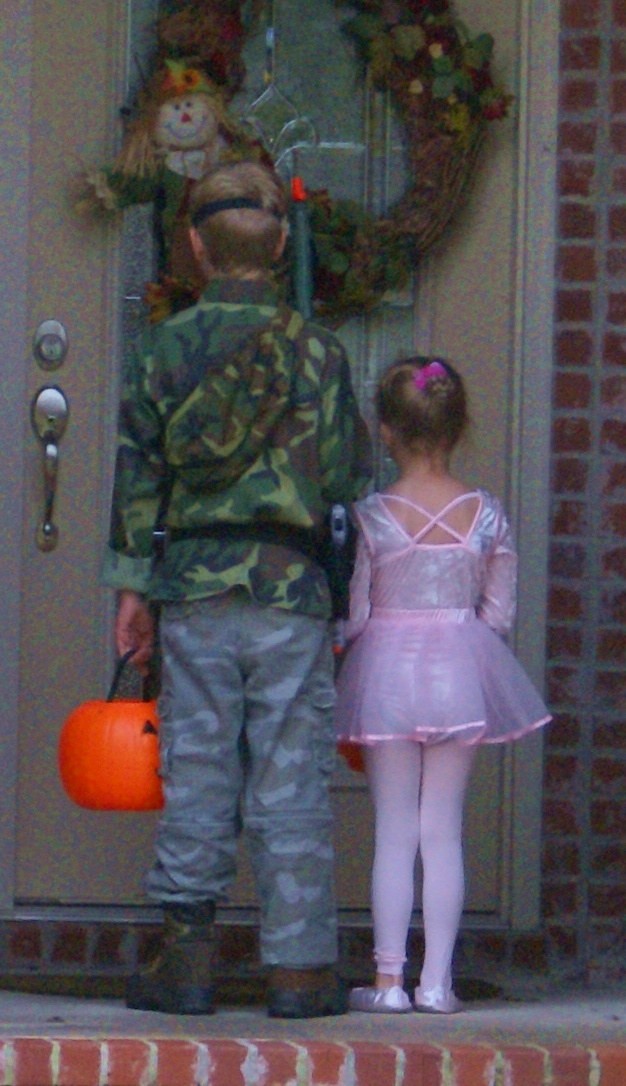
Duas crianças indo recolher doces numa rua dos Estados Unidos.

Travessuras ou Gostosuras, Doçuras ou Travessuras, Doces ou Travessuras (Trick-or-Treat, em inglês) é uma atividade infantil e também adulta típica do Dia das Bruxas, celebrado principalmente nos países de língua inglesa, onde crianças vão de casa em casa, pedindo por iguarias (geralmente doces) através da pergunta gostosuras ou travessuras? ou doçuras ou travessuras. Se as pessoas responderem "gostosura"/"doçuras", essas mesmas pessoas darão doces às crianças; se disserem "travessuras", as crianças assustam-nas com as máscaras, ou fazendo travessuras como encher a frente da casa com papel higiênico ou borrifá-la com espuma colorida. Esta atividade é uma das principais tradições do Dia das Bruxas. Supõe-se que a tradição britânica e irlandesa de pedir o "soul cake" (bolo das almas), terá dado à tradição do gostosuras ou travessuras nos Estados Unidos. O gostosuras ou travessuras foi um dos últimos elementos a ser associado à celebração do Dia das Bruxas nos EUA. Os primeiros registros remontam ao ano de 1920, mas só começou a ficar mais popular e a se espalhar pelos Estados Unidos depois da campanha Trick-or-treat for Unicef (Gostosuras ou Travessuras da Unicef) em 1950.
Hoje a atividade é popular nos Estados Unidos, no Canadá, no Reino Unido e na Irlanda. É equivalente ao Pão-por-Deus que tem lugar no Dia de Todos-os-Santos.[carece de fontes?]